# Любимов Ісидор Євстигнійович
Ісидор (Сидір) Євстигнійович Любимов (13 травня 1882, село Старищево Кужбальської волості Кологривського повіту Костромської губернії, тепер Нейського району Костромської області, Російська Федерація — розстріляний 27 листопада 1937, місто Москва, тепер Російська Федерація) — радянський партійний і державний діяч, голова виконкому Іваново-Вознесенської губернської ради, голова Ради народних хазірів Туркестану, народний комісар легкої промисловості СРСР, голова правління Центральної спілки споживчих товариств. Член ВЦВК, ЦВК СРСР. Кандидат у члени ЦК РКП(б) у 1925—1927 роках. Член ЦК ВКП(б) у 1927—1937 роках. 

## Життєпис
Народився в селянській родині. Закінчив сільську початкову земську школу. Після закінчення школи підробляв кравецьким промислом (ходив по селах Уфимської губернії). З 1896 по 1899 рік навчався в Георгіївській двокласній церковноприходській школі, де готували вчителів та навчали ремеслам (столярній справі, на палітурника книг).
У 1899—1900 роках працював помічником вчителя в Халбузькій церковноприходській школі Костромської губернії. Закінчив екстерном курс Костромської духовної семінарії.
У 1900—1903 роках — вчитель Воскресенської церковноприходської школи міста Костроми.
Член РСДРП(б) з 1902 року.
У 1903—1905 роках — вчитель земського народного училища села Скрилово Нерехтського повіту Костромської губернії. Одночасно в 1903—1904 роках працював учителем училищв при фабриці Красильщикова в селищі Родники, навчаючи грамоти як дітей, так і дорослих робочих. Наприкінці 1905 року земською управою був усунений від викладання за неблагонадійність. Перейшов на нелегальне становище і цілком віддався партійній роботі.
У 1906—1907 роках як професійний революціонер працював у Іваново-Вознесенську, був відповідальним керівником виборів до 2-ї та 3-ї Державної думи по Владимирській губернії.
У листопаді 1907 — червні 1908 року — професійний революціонер у Москві: організатор Сокольницького району РСДРП(б) і член Московського комітету РСДРП(б).
У червні 1908 року заарештований на зборах Московського комітету РСДРП(б); після чотиримісячного ув'язнення в Таганській в'язниці звільнений під нагляд поліції.
У жовтні 1908 — листопаді 1909 року — столяр столярної майстерні Музею наочних посібників в Москві; працював у профспілці друкарів, взимку 1908 року був обраний секретарем Спілки друкарів Москви, одночасно брав участь у діяльності партійної групи профспілкових працівників. У цей же час працював як член правління в організованому друкарями Москви робітничому просвітницькому клубі загальнодоступних розваг. Редагував професійний журнал «Русский печатник».
У дистопаді 1909 року заарештований, після п'ятимісячного ув'язнення в Бутирській в'язниці висланий до Нижнього Новгорода.
У 1910—1911 роках організовував поширення соціал-демократичних і професійних журналів на заводах і фабриках Нижнього Новгорода та Сормова, працював у профспілках друкарів і кравців. Брав участь в місцевій партійній роботі та в організації партійного журналу «Поволжская Быль». У 1911 році заарештований, ув'язнений в Нижньогородській в'язниці.
У 1911—1914 роках — на засланні у Вологодській губернії. У місті Вологді організував робітничий культурно-просвітній клуб «Просвещение».
З 1914 року — завідувач відділу праці при Комітеті допомоги біженцям у Вологді.
У 1915—1917 роках — у російській армії. Працював у Всеросійському земському союзі на Західному фронті, де одночасно вів більшовицьку партійну роботу, зокрема, в Лунінці.
У березні 1917 року разом із Михайлом Фрунзе був організатором ради солдатських і робітничих депутатів в Мінську. Був також одним із організаторів 1-го фронтового з'їзду солдатських депутатів Західного фронту, обирався товаришем голови виконавчого комітету ради солдатських депутатів Західного фронту. Був одним із організаторів більшовицької фракції Мінської ради і Мінського комітету РСДРП(б). З 4 (17) березня 1917 року — член Тимчасового виконавчого комітету Мінської ради.
8 (21) липня — серпень 1917 року — голова Мінської ради робітничих і солдатських депутатів.
У серпні 1917 року ЦК РСДРП(б) на прохання Іваново-Вознесенського окружного комітету РСДРП(б) направляє Фрунзе і Любимова на відповідальну партійну роботу в міста Іваново-Вознесенськ і Шую. Любимов організував і редагував Іваново-Вознесенську міську газету «Наша Звезда».
З 22 вересня (5 жовтня) 1917 року — голова (міський голова) міста Іваново-Вознесенська. З 22 листопада 1917 року — голова Іваново-Вознесенської ради. 12 (25) листопада 1917 року обраний членом Установчих зборів від РСДРП (б) по Владимирському виборчому округу.
У листопаді 1917 року з ініціативи Любимова заснована газета «Рабочий город» («Рабочий край»), орган Іваново-Вознесенського громадського самоврядування та Іваново-Вознесенської міської ради робітничих депутатів. Любимов брав активну участь у редагуванні газети.
З 24 квітня по жовтень 1918 року — товариш (заступник) голови виконавчого комітету Іваново-Вознесенської губернської ради.
У жовтні 1918 — квітні 1919 року — голова виконавчого комітету Іваново-Вознесенської губернської ради.
У жовтні 1919 — листопаді 1920 року — член Революційної військової ради (РВР) Туркестанського фронту, уповноважений з постачання Туркестанського фронту.
Одночасно у 1919—1920 роках — член президії ЦВК Туркестанської АРСР і заступник голови ЦВК Туркестанської АРСР.
У 1920 році — голова Самаркандського обласного військово-революційного комітету, заступник голови ЦК КП(б) Туркестану.
У травні — вересні 1920 року — голова Ради народних хазірів (комісарів) Туркестанської СФР.
8 жовтня 1920 року Любимов на з'їзді представників народів Бухари від імені РРФСР проголосив визнання незалежності утвореної Бухарської Народної Соціалістичної Республіки.
У 1921 році — уповноважений з постачання військ України і Криму.
У 1921 році — член президії Ради народного господарства Української СРР, секретар Південного бюро ВЦРПС, член Президії ВУЦВК.
З жовтня 1921 року — заступник голови, в 1922—1924 роках — голова Головного управління по відновленню і розвитку бавовнярства (Головного бавовняного комітету) при ВРНГ РРФСР (СРСР); голова Середньоазіатської економічної наради, член і заступник голови Середньоазіатського бюро ЦК РКП(б).
4 лютого 1924 — 15 травня 1926 року — другий заступник голови Московської міської ради і виконоавчого комітету Московської губернської ради; член Президії ВРНГ СРСР. У 1925 році здійснив поїздку на чолі делегації Московської ради в Західну Європу для вивчення комунального господарства великих міст.
У квітні 1926 — листопаді 1930 року — голова правління Центральної спілки споживчих товариств (Центроспілки).
У листопаді 1930 — 1931 року — заступник народного комісара зовнішньої і внутрішньої торгівлі СРСР та, одночасно, торговий представник СРСР у Німеччині.
5 січня 1932 — 7 вересня 1937 року — народний комісар легкої промисловості СРСР.
24 вересня 1937 року заарештований органами НКВС. На Жовтневому пленумі ЦК ВКП (б) (11—12 жовтня 1937 роки) виключений зі складу ЦК як викритий «ворог народу». Засуджений Військовою колегією Верховного суду СРСР 27 листопада 1937 року до смертної кари, страчений того ж дня. Похований на Донському цвинтарі Москви.
14 березня 1956 року посмертно реабілітований та 22 березня 1956 року відновлений у партії.

## Нагороди
- орден Леніна (17.01.1936)